# Max-Planck-Institut für Zellbiologie
Das Max-Planck-Institut für Zellbiologie war ein Forschungsinstitut mit Sitz in Ladenburg.
Es wurde 1947 als Kaiser-Wilhelm-Institut für Meeresbiologie gegründet. Nach der Gründung der Max-Planck-Gesellschaft als Nachfolgeorganisation der Kaiser-Wilhelm-Gesellschaft wurde es in Max-Planck-Institut für Meeresbiologie und 1968 in Max-Planck-Institut für Zellbiologie umbenannt. 1977 wurde das Institut vom Gründungsort Wilhelmshaven nach Ladenburg bei Heidelberg verlegt. Am 1. Juli 2003 wurde es geschlossen.